# 謝夢麟
謝夢林（1974年7月14日—），生于台湾彰化，籍貫新疆迪化，保钓运动人士。原名謝夢麟，於2015年改名為謝夢林

## 生平
謝夢麟曾任台湾中華保釣協會理事。
2013年1月5日當選中華保釣協會第二屆理事長，宣告台灣保釣運動將進入一個新的世代。
2011年，謝夢麟当选世界华人保钓联盟第一届理事会理事。
2012年啟豐二號船員登上釣魚島事件中，中华保钓协会成员谢梦麟、殷必雄、许登魁、游嘉文原本准备在2012年8月14日乘“大发268号”渔船自宜兰县梗枋渔港出海，同来自香港的啟豐二號及来自中国内地的保钓船会合，共同赴钓鱼岛宣示主权。但因为海巡署阻挠，“大发268号”渔船最终未能出海。
2013年1月24日凌晨1:45,謝夢麟從台灣深澳漁港搭乘全家福號保釣船出發前往釣魚台，希望這次能將從台中大甲供奉分靈的一尊媽祖神像，供奉至釣魚台，庇佑台灣漁民安全。
2013年8月14日，台港保釣配合香港方延期。
2023年4月8日, 發起召開大中華保釣團體聯席會議,於湖南省芷江侗族自治縣召開第一次會議,擔任第一屆會議主席
2025年2月15日,  當選中華保釣協會第四屆秘書長